# Scott Thomson (Musiker)
Scott Thomson (* um 1980) ist ein kanadischer Jazz- und Improvisationsmusiker (Posaune) und Musikveranstalter.

## Leben und Wirken
Thomson hatte Unterricht bei Roswell Rudd, Jean Derome, Eddie Prévost und John Oswald. Seit den 2000er-Jahren arbeitet er in der Jazz- und Improvisationsszene von Toronto und Montreal; er gehörte bis 2009 zum Leitungsteam der Association of Improvising Musicians Toronto, das Kooperationen mit gastierenden Musikern wie Evan Parker, William Parker, Eddie Prévost, Joe McPhee und Urs Leimgruber realisierte. Ferner leitet er das 18-köpfige AIMToronto Orchestra, das 2007 Musik von Anthony Braxton aufführte, und ist künstlerischer Leiter des Veranstaltungsorts Somewhere There in Parkdale. Des Weiteren arbeitet er seit den 2000er-Jahren mit dem Gitarristen Ken Aldcroft zusammen, u. a. in dessen Trio und seit 2007 in dessen Convergence Ensemble. 2015 legte er mit Aldcroft das Duoalbum Red & Blue (Trio Records) vor. Zu seinen eigenen Bandprojekten gehört die Formation The Rent, ein Quintett, das sich der Musik von Steve Lacy widmet und auch seine Eigenkompositionen spielt.  2012 war Scott Thomson mit der Choreographin Susanna Hood Improviser-in-Residence im Rahmen des ICASP-Projekt in Guelph, Ontario. In diesem Rahmen komponierte er die Suite The Muted Note: Songs Based on Poems by P.K. Page. Im Bereich des Jazz war er zwischen 2005 und 2011 an neun Aufnahmesessions beteiligt.

## Diskographische Hinweise
- Ken Aldcroft: The Great Divide (Trio Records, 2006)
- Anthony Braxton and AIMToronto Orchestra: Creative Orchestra (Guelph, 2007) (Spool, 2007)
- Ken Aldcroft: Trolleys (Trio Records, 2007)
- Ken Aldcroft's Convergence Ensemble: Our Hospitality (Trio Records, 2007)
- Lori Freedman & Scott Thomson: Plumb (Barnyard, 2007)
- Ken Aldcroft's Convergence Ensemble: Sneaky Pete/Slugs (Trio Records, 2010)
- The Rent (Ambiances Magnétiques, 2010)